# Embelia tiwiensis
Embelia tiwiensis är en viveväxtart som beskrevs av Jackes. Embelia tiwiensis ingår i släktet Embelia och familjen viveväxter. Inga underarter finns listade i Catalogue of Life.